# Hugo Laubi
Hugo Laubi (* 1. November 1888 in Zürich; † 4. Juli 1959 ebenda) war ein Schweizer Grafiker.

## Leben
Hugo Laubi besuchte nach einer Lehrausbildung als Lithograf Kunstschulen in München (1909–1910), London (1911) und Paris (1911–1914). Während seines Studiums in München traf er auf die Künstler Henry Wabel, Otto Baumberger und Arthur Riedel.
Zurück in der Schweiz übernahm Laubi eine Anstellung bei der Druckerei «Gebr. Fretz Zürich» und begann seine Laufbahn als Illustrator und Grafiker für Werbeplakate und Publikationen. Er gestaltete auch zahlreiche Motive für den Schweizer Tourismus, wie Arosa und St. Moritz, auch das Plakat für die Olympischen Winterspiele 1928 in St. Moritz stammt von ihm, ebenso Plakate zahlreicher Schweizer Abstimmungen und Wahlen.
In den 1920er-Jahren kam Hugo Laubi mit der Satirezeitschrift Nebelspalter in Kontakt, aus der sich eine langjährige Zusammenarbeit entwickelte, die bis zu seinem Tod reichte. Er zeichnete viele humoristische Bilder und etliche Titelbilder für diese Zeitschrift. Als der Schweizer Verlag Ringier 1948 eine Comic-Figur lancierte, fiel die Wahl auf die Kreation Laubis. Er schuf den clownähnlichen Ringgi und den Dackel Zofi. Jährlich erschien ein Heft, das Laubi bis 1959 zeichnete.
Seine bekanntesten Arbeiten als Illustrator entstanden für die Buch-Serie Pocomoto des Autors Rex Dixon mit Pocomoto bei den Cowboys (1955), Pocomoto als Meldereiter (1957) und Pocomoto auf der Pferdefarm (1958) sowie den Silva-Büchern Robinson Crusoe (1951) und Onkel Toms Hütte (1956). Ein ständig wiederkehrendes Motiv in Laubis Werk sind Pferde, eine Leidenschaft, der er auch privat nachging.
Hugo Laubi signierte seine Arbeiten mit «L.», «Laubi» oder mit einem federähnlichen Symbol bzw. stilisierter Blume. Oftmals fügte er seinen Bildern jedoch keines dieser Merkmale bei. Er verstarb im Alter von 70 Jahren an Lungenkrebs.

## Werke (Auswahl)
- mit Walter Ackermann: Bordbuch eines Verkehrsfliegers. Mit 50 Federzeichnungen von Hugo Laubi. Fretz & Wasmuth AG., Zürich 1934.
- mit Max Mumenthaler: Kamerad an meiner Seite. Soldatenlieder und Gedichte aus dem Aktivdienst. Mit Zeichnungen von Hugo Laubi. Weltwoche-Verlag, Zürich 1941.
- mit Heidi Mohler und anderen: Die Abenteuer von Ringgi und Zofi. Zeichnungen: Hugo Laubi. Ringier, Zofingen 1948ff.
- mit Hans Ulrich Jucker: Abenteuerliche Indienreise. 40'000 Kilometer mit dem Auto durch Europa, Afrika und Asien. Zeichnungen: Hugo Laubi. Schweizerisches Jugendschriftenwerk, Zürich 1953. (SJW; 461).
- mit Rex Dixon und Ursula Markun: Pocomoto bei den Cowboys. Illustriert von Hugo Laubi. Büchergilde Gutenberg, Zürich 1955.